# John Gatenby Bolton
John Gatenby Bolton (n. 5 iunie 1922 - d. 6 iulie 1993) a fost un astronom australian de origine britanică.
Absolvent al Trinity College, Cambridge (unde îl cunoaște pe scriitorul Charles Percy Snow, a participat la cel de-al Doilea Război Mondial în cadrul Marinei Regale Britanice.
După încheierea războiului, s-a stabilit în Australia, unde a început să lucreze în domeniul radioastronomiei.
În 1948, împreună cu echipa sa, a descoperit primele radio-galaxii cunoscute.
A participiat la construcția marelui radiotelescop din Parkes, Noul Wales de Sud, cu care ulterior au fost descoperiți quasarii.
De asemenea, a făcut parte din echipa care a realizat transmiterea video a primilor pași pe Lună ai lui Neil Armstrong.
În 1973 a fost admis membru al Royal Society, iar în 1977 a primit Medalia de Aur a Royal Astronomical Society.
În 1988 a primit Medalia Bruce.
1. 1 2  John Gatenby Bolton, SNAC, accesat în 9 octombrie 2017
2. ↑  Czech National Authority Database, accesat în 1 martie 2022
3. ↑   https://www.eoas.info/biogs/P001483b.htm, accesat în 22 ianuarie 2024 Lipsește sau este vid: |title= (ajutor)
4. ↑   https://phys-astro.sonoma.edu/brucemedalists/john-bolton Lipsește sau este vid: |title= (ajutor)